# 廣平公主 (西晉)
廣平公主（?—?），中国西晋武帝司马炎之女，母親、婚配情況不詳。
廣平公主在八王之乱中，被亂軍逼辱。永嘉五年（311年），苟晞上奏东海王司马越的军队“广平、武安公主，先帝遗体，咸被逼辱”。

## 传记资料
1. ↑  《晉書 卷六十一 列傳第三十一 苟晞傳》